# Sawyerwood (Ohio)
Sawyerwood é um lugar designado pelo censo localizado no condado de Summit no estado estadounidense de Ohio. No Censo de 2010 tinha uma população de 1.540 habitantes e uma densidade populacional de 582,37 pessoas por km².

## Geografia
Sawyerwood encontra-se localizado nas coordenadas 41° 01′ 57″ N, 81° 26′ 55″ O. Segundo o Departamento do Censo dos Estados Unidos, Sawyerwood tem uma superfície total de 2.64 km², da qual 1.93 km² correspondem a terra firme e (27.13%) 0.72 km² é água.

## Demografia
Segundo o censo de 2010, tinha 1.540 habitantes residindo em Sawyerwood. A densidade populacional era de 582,37 hab./km². Dos 1.540 habitantes, Sawyerwood estava composto pelo 95.97% brancos, 1.23% eram afroamericanos, 0.06% eram amerindios, 0.19% eram asiáticos, 0% eram insulares do Pacífico, 0.52% eram de outras raças e o 2.01% pertenciam a duas ou mais raças. Do total da população 1.23% eram hispanos ou latinos de qualquer raça.